# CertiDeal
CertiDeal est une plateforme française de commerce électronique créée en novembre 2015 et exploitée par VC Technology. La plateforme est spécialisée dans les produits électroniques reconditionnés,.

## Histoire
La start-up CertiDeal est créée en novembre 2015 par Yoann Valensi et Laure Cohen.
CertiDeal a été choisie pour faire partie du programme gouvernemental French Tech 120 (FT120), initié en septembre 2019 qui apporte un soutien aux start-ups capables de devenir des leaders technologiques de rang mondial,.
L’entreprise bénéficie aussi de la certification à la norme américaine R2v3(« responsible recycling ») pour permettre la collecte de smartphone de seconde main, et de la norme ISO 14001 d’un management environnemental.
La société revendique plus de 160 000 clients en 2016.
CertiDeal lance son activité en Espagne, Italie et en Belgique puis en Suède et Portugal en 2022. L'entreprise souhaite s'étendre à l'international - d'abord sur l'ensemble de l'Europe, ainsi qu'aux entreprises.

## Modèle économique

### Collecte des smartphone à reconditionner
L'entreprise reconditionne 100 000 smartphones par an en 2021. Le marché français n'étant pas suffisant, en 2021, 70% des appareils sont collectés auprès d'opérateurs américains, les 30% restants venant des clients du site.

### Examen technique
Chaque article mis à la vente sur le site de CertiDeal est testé et certifié conforme par la cellule d’experts techniques de l’entreprise. Celle-ci vérifie qu’il n’est pas blacklisté par les opérateurs et examine 32 points de contrôle techniques, parmi lesquels la capacité de charge de la batterie, la caméra, le fonctionnement des boutons, les connexions, les haut-parleurs, ou encore la compatibilité de la 4G avec les différents opérateurs.

### Financement
En novembre 2017, CertiDeal réalise une levée de fonds de 2 millions d’€ auprès des fonds d’investissement de Citizen Capital et d’Inter Invest Capital. En avril 2020, l’entreprise finalise une levée de fonds de 8 millions d’€ menée par MAIF Avenir et soutenue par BNP Paris Développement pour un déploiement en Suède et Portugal. En 2021, l'entreprise réalise une troisième levée de fonds d'investissement de 15 millions d'€ par Meridiam GIGF en vue de se déployer à l'international et auprès du marché des entreprises,, avec un site dédié.

### Entreprise Sociale et Solidaire
Depuis sa création, l'entreprise s'est progressivement orientée vers des pratiques durables, en s'engageant activement dans la réduction des déchets électroniques, un secteur crucial dans la lutte contre l'obsolescence programmée et pour la préservation des ressources naturelles. En 2018 Certideal obtient la certification R2.
Au fil des années, l'entreprise développe des initiatives qui vont au-delà de son objectif commercial initial. Elle s'est progressivement inscrite dans le cadre de l'Économie Sociale et Solidaire (ESS), en mettant en place une gouvernance démocratique et en s'engageant à réinvestir une partie de ses bénéfices dans des projets à impact social et environnemental. L'entreprise s'est engagée dans des actions d'inclusion sociale, avec des programmes comme la CertiAcademie, qui vise à former des personnes en situation d'exclusion sociale au métier de technicien reconditionneur, ainsi que l'initiative CertiDeal Solidaire, qui permet à des populations vulnérables d'accéder à des smartphones reconditionnés à prix réduit. Des partenariats avec des associations comme Entourage  , Faire, sont le reflet  cette évolution.
Ces actions, couplées à un modèle économique et une gestion qui privilégient l'intérêt collectif plutôt que le profit individuel, ont permis à CertiDeal d'obtenir le statut d'Entreprise de l'Économie Sociale et Solidaire (ESS).

### Liens connexes
- Smartphone
- Produit reconditionné